# Расинг (волейбольний клуб, Канни)
Расинг Канни, або Расинг Клуб де Канн (фр. Racing Club de Cannes, RC Cannes) — французький жіночий волейбольний клуб із міста Канни.

## Досягнення
- Переможець Ліги європейських чемпіонів (2): 2002, 2003
- Чемпіон Франції: : 1995, 1996, 1998, 1999, 2000, 2001, 2002, 2003, 2004, 2005, 2006, 2007, 2008, 2009, 2010, 2011, 2012, 2013, 2014, 2015, 2019.
- Віцечемпіон Франції: 2016, 2018
- Володар Кубка Франції (20): 1996, 1997, 1998, 1999, 2000, 2001, 2003, 2004, 2005, 2006, 2007, 2008, 2009, 2010, 2011, 2012, 2013, 2014, 2016, 2018

## Гравчині
Переможниці Ліги європейських чемпіонів:
- 2002: Лауре Кеніг, Катержина Букова, Мао Цзулань, Рійкка Легтонен, Олександра Фоміна, Каріна Салінас, Вікторія Равва, Армель Феш, Лоран Месльє, Шень Хун, Летиція Чуалак, Ріна Тоньютті. Тренер — Янь Фан.
- 2003: Лауре Кеніг, Андреа Сеглова, Катержина Букова, Ерна Брінкман, Мао Цзулань, Рійкка Легтонен, Олеся Кулакова, Чжан Юехун[en], Олександра Фоміна, Каріна Салінас, Вікторія Равва. Тренер — Янь Фан.

Список українських волейболісток, які грали за клуб
- Надія Кодола
- Вікторія Дельрос
- Ольга Савенчук[51]
- Олександра Фоміна

## Тренер
- Лоран Тії